# Verkiezingen voor het Europees Parlement 2024/Kandidatenlijst/GroenLinks-PvdA
De kandidatenlijst voor de Europese Parlementsverkiezingen 2024 in Nederland van de lijst GroenLinks-PvdA (lijstnummer 1) is na controle door de Kiesraad als volgt vastgesteld:
- vet: verkozen
- schuin: voorkeurdrempel overschreden

1. Eickhout, B. (Bas), Utrecht (GroenLinks) - 676.268 stemmen
2. Chahim, M. (Mohammed), Helmond (PvdA) - 65.274
3. Maij, M.E. (Marit), 's-Gravenhage (PvdA) - 182.317
4. van Sparrentak, K. (Kim), Rotterdam (GroenLinks) - 128.336
5. Strik, M.H.A. (Tineke), Dodewaard (GroenLinks) - 46.348
6. Reuten, M.J.A. (Thijs), Zaandam (PvdA) - 10.135
7. Wolters, L.I. (Lara), Brussel (BE) (PvdA) - 39.881
8. Kahya, U. (Ufuk), 's-Hertogenbosch (GroenLinks) - 15.590
9. Smid, E.L. (Elmar), 's-Gravenhage (PvdA) - 6.505
10. Cordeiro Vieira, C. (Catarina), Hilversum (GroenLinks) - 31.929
11. Brouwer, F. (Femke), 's-Gravenhage (PvdA) - 14.441
12. Özkaya, S. (Sinan), 's-Gravenhage (GroenLinks) - 6.540
13. du Long, R. (Ralph), Assen (PvdA) - 8.470
14. Troost, M. (Marius), Amsterdam (GroenLinks) - 5.086
15. Baidenmann, J.D. (Jolein), Amsterdam (PvdA) - 8.222
16. Sibbing, L.V. (Lara), Hilversum (GroenLinks) - 10.537
17. van den Berg, M.J. (Max), Groningen (PvdA) - 16.026
18. Kleinmoedig, K.S. (Kenville), Rotterdam (GroenLinks) - 6.068
19. d'Ancona, H. (Hedy), Amsterdam (PvdA) - 21.633
20. Koolstra, A.M. (Anna), 's-Gravenhage (GroenLinks) - 14.822

GROENLINKS / Partij van de Arbeid (PvdA) ·
VVD · 
CDA - Europese Volkspartij · 
Forum voor Democratie ·
D66 ·
Partij voor de Dieren ·
50PLUS ·
PVV (Partij voor de Vrijheid) ·
JA21 ·
NL PLAN EU  ·
ChristenUnie ·
Staatkundig Gereformeerde Partij (SGP) ·
BBB ·
Meer Directe Democratie ·
SP (Socialistische Partij) ·
vandeRegio ·
Volt Nederland ·
Belang Van Nederland (BVNL) ·
NSC ·
Piratenpartij - De Groenen ·